# Christian Bräuchler
Christian Bräuchler ( 1975) es un botánico alemán e investigador de la familia Lamiaceae del género Clinopodium, y a recolectado también pteridófitas en Europa (Alemania, Austria, Grecia, Italia, Mónaco) Indochina (Laos, Tailandia, Vietnam) África Tropical (Camerún) África del Sur (Sudáfrica).
Desarrolla actividades en el Dto. de Biología I, en la Universidad de Múnich.

## Escritos (selección)
- s.s. Cohen, c. Bräuchler. 2013. Heliotropium ovalifolium Forssk. In Raab-Straube E. von & Raus Th. (eds.) Euro+Med-Checklist Notulae, 2 [Notulae ad floram euro-mediterraneam pertinentes 31]. Willdenowia 43: 240

- c. Carbutt, c. Bräuchler. 2012. The rediscovery of Killickia grandiflora (Lamiaceae), a narrow endemic from the northern KwaZulu-Natal Drakensberg. Plant Life 41/42: 40-45

- y. Salmaki, s. Zarre, o. Ryding, c. Lindqvist, c. Bräuchler, g. Heubl, j. Barber, m. Bendiksby. 2013. Molecular phylogeny of tribe Stachydeae (Lamiaceae subfamily Lamioideae). Mol. Phyl. Evol. 69: 535-551

- v. Slavkovska, b. Zlatković, c. Bräuchler, d. Stojanović, o. Tzakou, m. Couladis. 2013. Variations of essential oil characteristics of Clinopodium pulegium (Lamiaceae) depending on phenological stage. Botanica Serbica 37 (2): 97-104

- m. Bendiksby, y. Salmaki, c. Bräuchler, o. Ryding. 2013. The generic position of Stachys tibetica Vatke, and amalgamation of the genera Eriophyton and Stachyopsis (Lamiaceae subfam. Lamioideae). Plant Syst. Evol.
- La abreviatura «Bräuchler» se emplea para indicar a Christian Bräuchler como autoridad en la descripción y clasificación científica de los vegetales.[5]